# Parque da zona húmida de iSimangaliso
O complexo que forma o parque da zona húmida  (português europeu) ou úmida  (português brasileiro) de iSimangaliso (iSimangaliso Wetland Park, em zulu/inglês) e antes de 01 de novembro de 2007 parque da zona húmida  (português europeu) ou úmida  (português brasileiro) de Santa Lúcia (Greater St. Lucia Wetland Park, em inglês), declarado Património Mundial pela UNESCO em 1999, é formado por 13 áreas protegidas contíguas, cobrindo uma área total de 234.566 hectares. É o maior complexo estuarino de África, localizado no norte da província de KwaZulu-Natal (África do Sul), perto da fronteira sul de Moçambique.
Na costa do oceano Índico podem encontrar-se os recifes de coral mais a sul de todo o continente, para além de canhões submarinos e, nas praias podem observar-se grandes números de aves e tartarugas em nidação e, ao largo, as migrações de baleias, golfinhos e tubarões-baleia. Em termos de aves, este complexo tem uma biodiversidade excepcional, tendo sido registadas cerca de 520 espécies.
A parte terrestre inclui uma grande diversidade de ecossistemas, incluindo terras húmidas, lagos, floresta, pradaria, savana e um cordão de dunas que o separam da costa. Este complexo sistema é muito influenciado por cheias e ciclones frequentes que, não só vão mudando a sua estrutura ao longo dos anos, mas também, a curto prazo, modificam a salinidade de muitas das lagoas costeiras.